# Ona Juknevičienė
Ona Juknevičienė este o politiciană lituaniană, membru al Parlamentului European în perioada 2004-2009 din partea Lituaniei.
1. ↑  Deputații în Parlamentul European